# Définition
Pour d'autres acceptions plus spécialisées, voir Définition (homonymie)
Une définition sert à caractériser « quelque chose ». Cette « chose » peut être un objet, un phénomène, un état, un concept abstrait, un mot, une expression ou toute autre chose qui présente un intérêt et qui est un point de discussion.

## Histoire
Selon les Définitions de Platon, la définition est la « proposition comportant différence spécifique et genre ». Aristote, dans les Topiques, définit le mot comme « formule qui exprime l’essentiel de l’essence d’un sujet »,.

## Différents types de définitions
Il existe différents types de définitions, selon l’objectif que la définition remplit.

### Définitions réelles et nominales
John Locke, dans son Essai sur l'entendement humain, distingue deux essences : l’essence réelle et l’essence nominale. Pour Locke, l’essence nominale d’une chose est « l’idée générale complexe que nous associons habituellement à son nom », alors que l’essence réelle est « la constitution interne des choses, dont dépendent leurs pouvoirs ainsi que l’ensemble de leurs qualités sensibles ». Locke donne l’exemple suivant : l’essence nominale de l’or est « un Corps jaune, d’une certaine pesanteur, malléable, fusible, et fixe », alors que l’essence réelle de l’or est « la constitution des parties insensibles de ce Corps, de laquelle ces Qualités et toutes les autres propriétés de l’Or dépendent ». 
Ainsi, une des différences entre plusieurs types de définitions est celle, en suivant le même raisonnement que Locke, entre les définitions réelles et les définitions nominales : un chimiste cherche la définition réelle de l’or alors qu’un lexicographe cherche la définition nominale de l’or. Il peut-être difficile de correctement caractériser cette différence : par exemple, un zoologiste devrait chercher la définition réelle de ce qu’est un tigre, sans pour autant réussir à dire ce qu’est l’essence réelle du tigre. Une autre façon de faire la différence entre définition nominale et réelle pourrait être la manière de découvrir ladite définition : pour découvrir la définition réelle d’un mot, on doit chercher ce qu’est la chose désignée par ce mot, alors que pour découvrir la définition nominale d’un mot, on doit chercher le sens et les usages dudit mot.